# Sphaerocoris annulus
Sphaerocoris annulus, tên phổ biến là bọ Picasso là một loài bọ thuộc họ Scutelleridae.

## Phân phối
Loài này có mặt ở khu vực nhiệt đới châu Phi (Nigeria, Tanzania, Kenya, South Africa, Ethiopia & Cameroon).